# Danh sách đô thị tại La Rioja

A map of the municipalities in La Rioja, Tây Ban Nha

Đây là danh sách các đô thị ở tỉnh và cộng đồng tự trị La Rioja, Tây Ban Nha.
| Tên                         | Dân số (2006) |
| --------------------------- | ------------- |
| Ábalos                      | 339           |
| Agoncillo                   | 1138          |
| Aguilar del Río Alhama      | 629           |
| Ajamil                      | 82            |
| Albelda de Iregua           | 2794          |
| Alberite                    | 2369          |
| Alcanadre                   | 722           |
| Aldeanueva de Ebro          | 2652          |
| Alesanco                    | 488           |
| Alesón                      | 129           |
| Alfaro                      | 9550          |
| Almarza de Cameros          | 28            |
| Anguciana                   | 442           |
| Anguiano                    | 546           |
| Arenzana de Abajo           | 251           |
| Arenzana de Arriba          | 39            |
| Arnedillo                   | 469           |
| Arnedo                      | 14.245        |
| Arrúbal                     | 464           |
| Ausejo                      | 772           |
| Autol                       | 3946          |
| Azofra                      | 273           |
| Badarán                     | 666           |
| Bañares                     | 334           |
| Baños de Río Tobía          | 1737          |
| Baños de Rioja              | 97            |
| Berceo                      | 196           |
| Bergasa                     | 142           |
| Bergasillas Bajera          | 28            |
| Bezares                     | 21            |
| Bobadilla                   | 124           |
| Brieva de Cameros           | 59            |
| Briñas                      | 251           |
| Briones                     | 878           |
| Cabezón de Cameros          | 23            |
| Calahorra                   | 23.708        |
| Camprovín                   | 188           |
| Canales de la Sierra        | 86            |
| Canillas de Río Tuerto      | 42            |
| Cañas                       | 112           |
| Cárdenas                    | 197           |
| Casalarreina                | 1315          |
| Castañares de Rioja         | 384           |
| Castroviejo                 | 53            |
| Cellorigo                   | 18            |
| Cenicero                    | 2084          |
| Cervera del Río Alhama      | 2984          |
| Cidamón                     | 33            |
| Cihuri                      | 182           |
| Cirueña                     | 123           |
| Clavijo                     | 269           |
| Cordovín                    | 215           |
| Corera                      | 267           |
| Cornago                     | 510           |
| Corporales                  | 46            |
| Cuzcurrita de Río Tirón     | 487           |
| Daroca de Rioja             | 48            |
| Enciso                      | 159           |
| Entrena                     | 1289          |
| Estollo                     | 127           |
| Ezcaray                     | 2010          |
| Foncea                      | 108           |
| Fonzaleche                  | 161           |
| Fuenmayor                   | 2998          |
| Galbárruli                  | 64            |
| Galilea                     | 314           |
| Gallinero de Cameros        | 23            |
| Gimileo                     | 149           |
| Grañón                      | 360           |
| Grávalos                    | 239           |
| Haro                        | 10.965        |
| Herce                       | 381           |
| Herramélluri                | 112           |
| Hervías                     | 121           |
| Hormilla                    | 439           |
| Hormilleja                  | 171           |
| Hornillos de Cameros        | 14            |
| Hornos de Moncalvillo       | 80            |
| Huércanos                   | 882           |
| Igea                        | 689           |
| Jalón de Cameros            | 39            |
| Laguna de Cameros           | 148           |
| Lagunilla del Jubera        | 376           |
| Lardero                     | 6832          |
| Ledesma de la Cogolla       | 27            |
| Leiva                       | 265           |
| Leza de Río Leza            | 40            |
| Logroño                     | 147.036       |
| Lumbreras                   | 121           |
| Manjarrés                   | 151           |
| Mansilla de la Sierra       | 72            |
| Manzanares de Rioja         | 106           |
| Matute                      | 162           |
| Medrano                     | 188           |
| Munilla                     | 121           |
| Murillo de Río Leza         | 1626          |
| Muro de Aguas               | 65            |
| Muro en Cameros             | 34            |
| Nájera                      | 7911          |
| Nalda                       | 1015          |
| Navajún                     | 18            |
| Navarrete                   | 2660          |
| Nestares                    | 69            |
| Nieva de Cameros            | 120           |
| Ochánduri                   | 76            |
| Ocón                        | 322           |
| Ojacastro                   | 214           |
| Ollauri                     | 324           |
| Ortigosa de Cameros         | 295           |
| Pazuengos                   | 40            |
| Pedroso                     | 101           |
| Pinillos                    | 19            |
| Pradejón                    | 3794          |
| Pradillo                    | 61            |
| Préjano                     | 200           |
| Quel                        | 1986          |
| Rabanera                    | 45            |
| El Rasillo de Cameros       | 112           |
| El Redal                    | 186           |
| Ribafrecha                  | 1008          |
| Rincón de Soto              | 3464          |
| Robres del Castillo         | 31            |
| Rodezno                     | 320           |
| Sajazarra                   | 136           |
| San Asensio                 | 1322          |
| San Millán de la Cogolla    | 302           |
| San Millán de Yécora        | 64            |
| San Román de Cameros        | 164           |
| San Torcuato                | 104           |
| San Vicente de la Sonsierra | 1190          |
| Santa Coloma                | 151           |
| Santa Engracia del Jubera   | 195           |
| Santa Eulalia Bajera        | 119           |
| Santo Domingo de la Calzada | 6385          |
| Santurde de Rioja           | 325           |
| Santurdejo                  | 175           |
| Sojuela                     | 124           |
| Sorzano                     | 263           |
| Sotés                       | 267           |
| Soto en Cameros             | 178           |
| Terroba                     | 30            |
| Tirgo                       | 242           |
| Tobía                       | 75            |
| Tormantos                   | 194           |
| Torre en Cameros            | 18            |
| Torrecilla en Cameros       | 549           |
| Torrecilla sobre Alesanco   | 49            |
| Torremontalbo               | 20            |
| Treviana                    | 218           |
| Tricio                      | 431           |
| Tudelilla                   | 410           |
| Uruñuela                    | 849           |
| Valdemadera                 | 10            |
| Valgañón                    | 149           |
| Ventosa                     | 143           |
| Ventrosa                    | 69            |
| Viguera                     | 405           |
| Villalba de Rioja           | 154           |
| Villalobar de Rioja         | 79            |
| Villamediana de Iregua      | 4668          |
| Villanueva de Cameros       | 109           |
| El Villar de Arnedo         | 625           |
| Villar de Torre             | 272           |
| Villarejo                   | 40            |
| Villarroya                  | 11            |
| Villarta-Quintana           | 165           |
| Villavelayo                 | 69            |
| Villaverde de Rioja         | 71            |
| Villoslada de Cameros       | 376           |
| Viniegra de Abajo           | 98            |
| Viniegra de Arriba          | 46            |
| Zarratón                    | 255           |
| Zarzosa                     | 12            |
| Zorraquín                   | 73            |